# Nguyễn Tất Tố

Nguyễn Tất Tố (913 - 984) người làng Gia Viên (thuộc nội thành Hải Phòng ngày nay), ông có công lớn trong việc dụ quân Nam Hán vào trận địa cọc trong trận thủy chiến trên cửa sông Bạch Đằng năm 938.

Cọc gỗ trong trận thủy chiến trên cửa sông Bạch Đằng năm 938 còn lưu giữ tại Bảo tàng của khu di tích Tràng Kênh

## Nghề nghiệp
Nguyễn Tất Tố sinh ra trong một gia đình có bố làm nghề thuyền câu, mẹ làm ruộng ở vùng ven biển. Thủa nhỏ, ông thường cùng cha chèo thuyền trên dòng sông Cấm để câu cá. Khi giặc biển vào cướp phá làng Gia Viên, dân làng đã mời thầy về dạy võ cho trai tráng trong làng. Ông cùng với các trai tráng trong làng tham gia, trong đó có cả Đào Nhuận.
Vốn là người có sức khỏe, sinh ra và lớn lên ở vùng ven biển, Nguyễn Tất Tố bơi lội giỏi, tinh thông võ nghệ và am hiểu tường tận sông nước Bạch Đằng.

## Trận Bạch Đằng (năm 938)

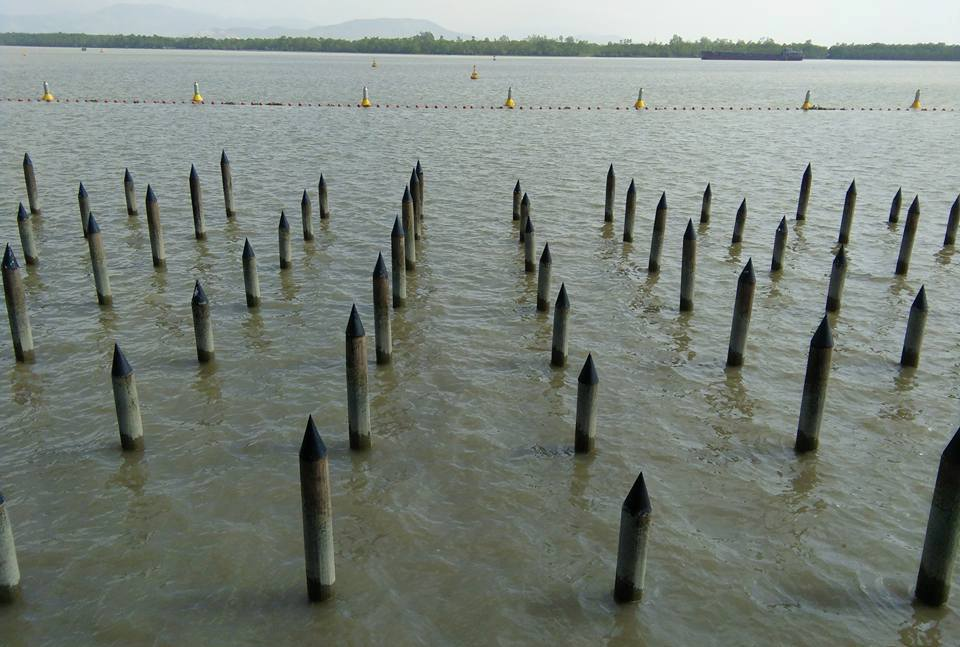
Tái hiện bãi cọc ngầm trong trận thủy chiến cửa sông Bạch Đằng năm 938

Khi Ngô Quyền về vùng ven biển Đông Bắc (An Dương) chiêu mộ lực lượng chuẩn bị đối phó với quân Nam Hán xâm lược, ông đã cùng với Đào Nhuận và trai tráng trong làng đầu quân đánh giặc được trọng dụng làm gia tướng.
Khi đầu quân, ông được Ngô quyền giao nhiệm vụ tìm hiểu về quy luật thủy triều, xem xét con nước, địa hình của các nhánh sông, lựa chọn điểm bố trí phục binh, che giấu thuyền bè, đẵn gỗ đóng cọc…

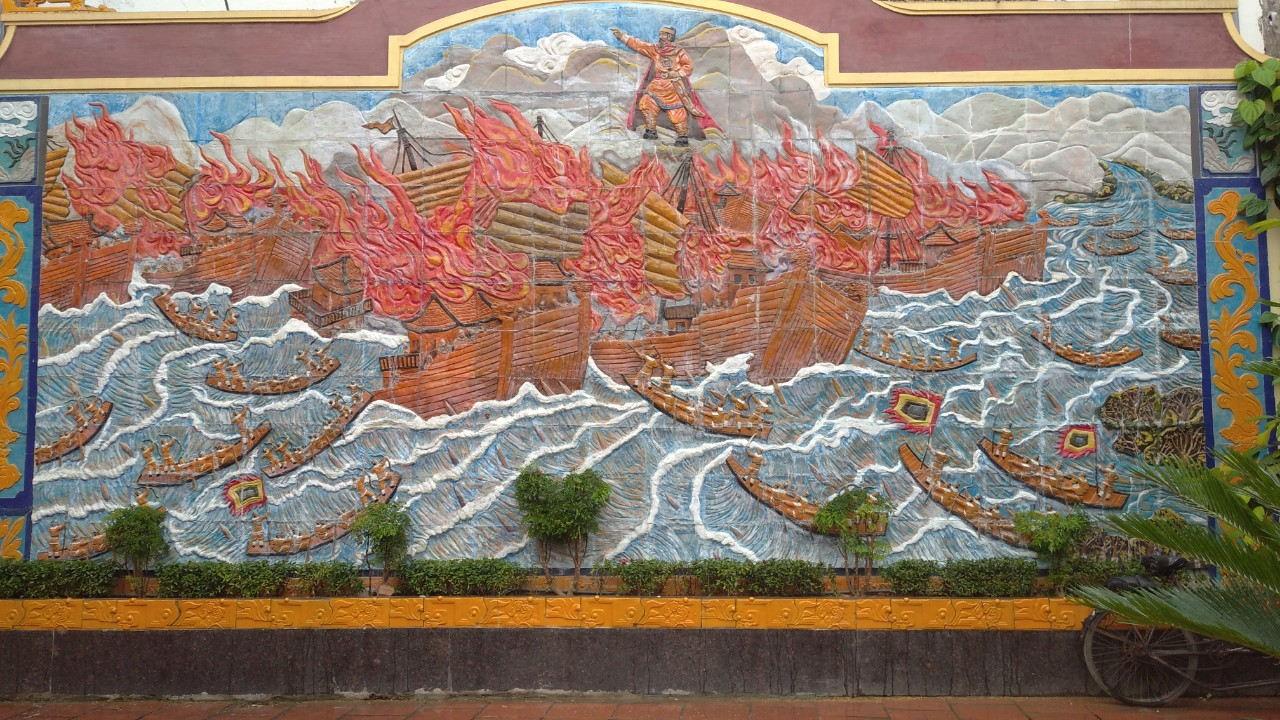
Tranh ghép đá mô phỏng trận Bạch Đằng 938

Ông được đức Vương Ngô Quyền giao đem 20 thuyền nhẹ ra cửa biển chờ giặc tới thì khiêu chiến nhử giặc vào trận địa cọc. Khi thuyền giặc đến, ông dẫn nhử quân giặc vào trận địa cọc khi nước thủy triều lên, ghìm chân giặc cho đến khi nước rút đẩy thuyền giặc vào thế “mắc cạn”. Khi nước thủy triều rút, ông chỉ huy đội thuyền đánh nhử phối hợp với quân mai phục đánh tan quân Nam Hán.
Sử sách Việt Nam chép lại lời ông khi bàn việc đối phó với giặc "Vùng sông nước này tôi rất quen thuộc, biết được lúc nước lên xuống. Nay muốn giặc mắc bẫy, chỉ có cách dùng thuyền nhỏ ra khiêu chiến, chọn đúng giờ khắc thích hợp thì giả thua bỏ chạy".
Trong trận chiến này, phụ tá hỗ trợ ông, ngoài Đào Nhuận là người cùng làng còn kể đến ba anh em họ Lý ở làng Hoàng Pha (nay thuộc xã Hoàng Động, huyện Thủy Nguyên, thành phố Hải Phòng) là Lý Minh, Lý Khả, Lý Bảo và hàng trăm trai tráng quanh vùng. Họ đều là những người dân ven biển, sống bằng nghề sông nước.